# Anne Borsboom
Anne Borsboom (Nootdorp, 29 september 1948) is een Nederlandse schrijfster.

## Biografie
Borsboom debuteerde in 2001 met de poëziebundel En omdat het hard vroor, waarna haar eerste roman 'Otto' en de bundel 'Gedichten' verschenen. Daarna volgde een derde gedichtenbundel, 'Brussels kant'. De roman 'Otto' schreef zij nadat zij in 1995 met een alzheimerpatiënt had gewerkt. Hiervan verschenen twee edities: de eerste in 2001, de tweede in 2002. In 2009 verscheen er een herdruk. In 2003 hertaalde Borsboom de autobiografie 'Sara, mijn oorspronkelijke naam'. Sara Roudman-Podgajets herinnert zich haar ervaringen als arts in Oekraïne, de gevolgen van de Tsjernobylramp en haar vlucht naar Nederland vanwege het antisemitisme. In 2009 verscheen de roman 'Arend & Sofie', waarin zij een katholiek gezin in de jaren vijftig en zestig onder de loep neemt. In 2011 verscheen 'The Art of Nietzsche', van Anne Woodward, Piet Steenbakkers en Anne Borsboom, waarin Nietzsche als kunstenaar en dichter aandacht krijgt en waarin werken en interviews zijn opgenomen van Nederlandse kunstenaars waaronder Martin Sjardijn. (Engelse vertaling 2014). In 2015 verschenen 'Haagse Verhaaltjes' en de gedichtenbundel 'Niet Alle vissen zijn gevoelloos'. In maart 2019 verscheen de verhalenbundel 'Over emigreren en ander geluk', met gedichten, verhalen en anekdoten die vertellen over haar emigratie naar Frankrijk.